# James Watson (politikus)
James Watson (Woodbury, 1750. április 6. – New York, 1806. május 15.) az Amerikai Egyesült Államok szenátora (New York, 1798–1800).